# Reservemunt

Percentage globale reservemunten

Een reservemunt of -valuta is een valuta die door de overheid en andere instanties van een land vaak in grote hoeveelheden achter de hand wordt gehouden als onderdeel van de internationale reserves van een land.
Deze valuta is doorgaans niet de valuta van dat land zelf, maar de valuta die wereldwijd het meest gebruikt wordt voor de handel in bepaalde goederen zoals aardolie, goud enz. De Amerikaanse dollar en de euro zijn de twee valuta die het meest worden gebruikt als reservemunt. Samen zijn ze goed voor 80% van de wereldwijde reserves.
Het hanteren van een reservemunt stelt landen vaak in staat om goedkoper handel te drijven, daar men niet steeds geld hoeft te wisselen voor een aan- of verkoop. Ook maakt het geld lenen makkelijker voor de overheid van het land.

## Geschiedenis
Het gebruik van reservemunten is al vrij oud. Dit waren altijd valuta die vrijwel overal werden erkend. Hoe oud het principe is, is niet bekend, maar reeds in de 18e eeuw werden al reservemunten gebruikt. In de 19e eeuw werden de Amerikaanse dollar en Russische roebel belangrijke valuta als reservemunt.
Het officiële gebruik van reservevaluta is minder oud. Dit stamt uit de late 19e eeuw, samen met de gouden standaard. Na de Tweede Wereldoorlog werd een internationaal financieel systeem bedacht, het systeem van Bretton Woods. In dit systeem stond de dollar centraal met de Pond sterling op een duidelijke tweede plaats. Dit systeem kwam echter al snel onder vuur te liggen omdat men de dollar te dominant vond. In de jaren 60 en 70 van de 20e eeuw werd dit systeem door het Triffindilemma deels opgeheven, zodat ook andere munten een sterkere positie kregen als reservemunt. Voor de komst van de euro waren de Franse frank en Duitse mark ook veelgebruikte reservemunten.
In september 2009 verweten de Verenigde Naties dat de dominante positie van de dollar deels de oorzaak was van de kredietcrisis.

## Overzicht
Door de introductie van het Bretton Woods systeem kreeg de Amerikaanse dollar de belangrijkste positie. De dollar was vrij inwisselbaar in goud en het werd mede daarom door veel landen in de officiële reserves opgenomen. Sinds 1965 is het aandeel van de dollar gemiddeld ruim 60% geweest in de globale reserves. Het aandeel van Britse pond sterling is fors gedaald, was dit in 1965 nog ruim 25%, maar dit is onder de vijf procent gedaald. Het heeft vooral verloren aan andere Europese valuta zoals de Duitse mark en Franse frank, tot deze opgingen in de ECU en euro. Het belang van de euro in de reserves nam gestaag toe, maar in 2010 kwam er een kentering. Door de Europese staatsschuldencrisis nam het vertrouwen in de munt af en daalde het aandeel met 5%-punten in 2015. Deze crisis werd afgewend en langzaam nam het aandeel nadien weer toe. Het aandeel van de Japanse yen nam sterk toe de tachtiger jaren toen de Japanse economie bijzonder snel groeide, maar zakte daarna geleidelijk terug. Per 1 oktober 2016 is de Chinese renminbi opgenomen in de Speciale trekkingsrechten (SDR) van het IMF en kreeg hiermee een plaats in de officiële reserves. Per jaareinde 2020 bedroegen de officiële reserves in alle valuta US$ 12.702 miljard, dat is tienmaal meer dan de US$ 1035 miljard per ultimo 1995.  
| Valuta              | 1965  | 1970  | 1980  | 1990  | 1995  | 2000  | 2005  | 2010  | 2015  | 2020  |
| ------------------- | ----- | ----- | ----- | ----- | ----- | ----- | ----- | ----- | ----- | ----- |
| Amerikaanse dollar  | 72,93 | 84,85 | 57,88 | 47,14 | 58,96 | 71,13 | 66,51 | 62,14 | 65,75 | 59,92 |
| Euro (tot 1999-ECU) |       |       | 17,46 | 11,64 | 8,53  | 18,29 | 23,89 | 25,71 | 19,15 | 21,29 |
| Duitse mark         | 0,17  | 1,94  | 12,92 | 19,83 | 15,75 |       |       |       |       |       |
| Japanse yen         |       |       | 3,93  | 9,40  | 6,77  | 6,06  | 3,96  | 3,66  | 3,75  | 6,03  |
| Pond sterling       | 25,76 | 11,36 | 2,40  | 2,39  | 2,11  | 2,75  | 3,75  | 3,94  | 4,71  | 4,73  |
| Franse frank        | 1,11  | 0,73  | 0,97  | 2,71  | 2,35  |       |       |       |       |       |
| Chinese renminbi    |       |       |       |       |       |       |       |       |       | 2,29  |
| Canadese dollar     |       |       |       |       |       |       |       |       | 1,77  | 2,08  |
| Australische dollar |       |       |       |       |       |       |       |       | 1,78  | 1,83  |
| Overige             | 0,03  | 1,12  | 4,44  | 6,89  | 5,53  | 1,77  | 1,89  | 4,55  | 3,09  | 1,83  |